# Asplundia trilobulata
Asplundia trilobulata är en enhjärtbladig växtart som beskrevs av Tuberq. Asplundia trilobulata ingår i släktet Asplundia och familjen Cyclanthaceae. Inga underarter finns listade.